# Petrademone - Il libro delle porte
Il libro delle Porte è il primo libro della serie dark fantasy Petrademone scritto da Manlio Castagna e pubblicato in Italia nel 2018

## Trama
Frida, una ragazzina di dodici anni, è stata da poco travolta da un dolore insopportabile: la perdita dei suoi genitori in un incidente stradale. Per cercare di superare questo trauma, viene mandata a vivere con gli zii, Barbaba e Cat, nella loro tenuta isolata chiamata Petrademone. La casa, situata in una vallata circondata da boschi, è un luogo misterioso e un po' inquietante, noto per essere dimora di numerosi cani che gli zii accudiscono con amore.
Fin dall'inizio, però, Frida percepisce che qualcosa a Petrademone non va. I cani stanno cominciando a sparire. Gli zii cercano di rassicurarla, ma Frida sente che le stranezze non sono finite.
Nel paese di Orbinio Frida stringe amicizia con due gemelli della sua età: Tommy e Gerry, che condividono con lei una passione per i misteri. Insieme, il gruppo inizia a indagare sulle strane sparizioni dei cani e sui segreti di Petrademone. Frida scopre che la tenuta è al centro di un mistero più grande di quanto immaginasse: un’antica leggenda parla di porte magiche che collegano il nostro mondo a dimensioni oscure e pericolose.
Durante le loro ricerche, Frida e i suoi amici trovano indizi che li conducono a un libro antico, il Libro delle Porte, che sembra contenere la chiave per comprendere cosa stia succedendo. Scoprono che alcune porte, aperte da forze sconosciute, hanno lasciato passare creature spaventose che si nascondono nelle ombre e stanno destabilizzando l’equilibrio tra i mondi.
Frida si rende conto che le porte sono strettamente collegate a lei, come se il suo arrivo a Petrademone fosse stato predestinato. Mentre i ragazzi si avventurano sempre più a fondo nei misteri della tenuta, devono affrontare enigmi, presenze oscure e creature minacciose. Frida inizia anche a ricordare frammenti della notte dell’incidente dei suoi genitori e teme che la loro morte sia in qualche modo legata a ciò che sta accadendo a Petrademone.

## Edizioni
- Manlio Castagna, Il libro delle porte, 1ª edizione, Mondadori, febbraio 2018,  p. 280, ISBN 978-8804707790.